# Dosolo
Dosolo é uma comuna italiana da região da Lombardia, província de Mântua, com cerca de 3.085 habitantes. Estende-se por uma área de 25 km², tendo uma densidade populacional de 123 hab/km². Faz fronteira com Gualtieri (RE), Guastalla (RE), Luzzara (RE), Pomponesco, Suzzara, Viadana.

## Demografia
| Variação demográfica do município entre 1861 e 2011                               |
|                                                                                   |
| Fonte: Istituto Nazionale di Statistica (ISTAT) - Elaboração gráfica da Wikipedia |